# Blumenau
Blumenau là một đô thị thuộc bang Santa Catarina, Brasil. Đô thị này có diện tích 519,837 km², dân số năm 2007 là 292972 người, mật độ 574,4 người/km².